# Aire urbaine d'Apt

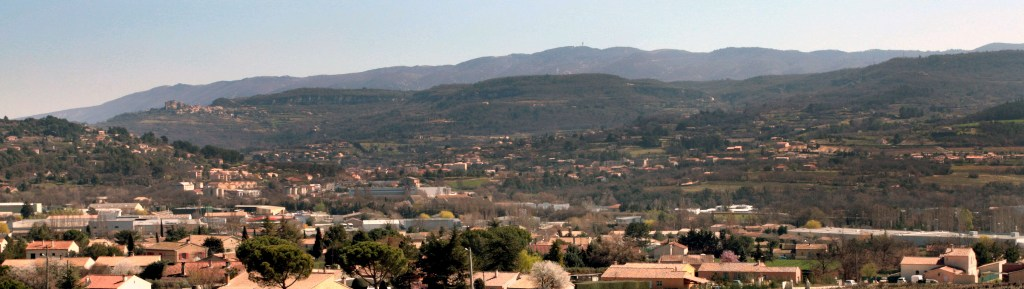
L'aire urbaine d'Apt, au pied du grand Luberon.

L'aire urbaine d'Apt est une aire urbaine française du Vaucluse composée de onze communes et centrée sur les trois communes de l’unité urbaine d'Apt. En 2012, elle était peuplée de 21 598 habitants.

## Évolution
Selon le découpage de 1999, l'aire urbaine d'Apt était composée de huit communes, centrée sur un pôle urbain bicommunal (Apt et Gargas). Lors du redécoupage de 2010, l'INSEE a ajouté Saignon au pôle urbain tandis que Auribeau, Gignac et Saint-Saturnin-lès-Apt ont rejoint l'aire urbaine.

## Composition
L'aire urbaine d'Apt est constituée depuis le redécoupage de 2010 des trois communes de l'unité urbaine d'Apt et d'une couronne constituée des deux communes de l'unité urbaine de Saint-Saturnin-lès-Apt et de six communes rurales isolées.
| Nom                       | Code Insee | Statut | Superficie (km2) | Population (dernière pop. légale) | Densité (hab./km2) |
| ------------------------- | ---------- | ------ | ---------------- | --------------------------------- | ------------------ |
| Apt (siège)               | 84003      |        | 44,57            | 10 297 (2022)                     | 231                |
| Auribeau                  | 84006      |        | 7,5              | 70 (2022)                         | 9,3                |
| Caseneuve                 | 84032      |        | 18,11            | 519 (2022)                        | 29                 |
| Castellet-en-Luberon      | 84033      |        | 9,84             | 114 (2022)                        | 12                 |
| Gargas                    | 84047      |        | 14,9             | 3 020 (2022)                      | 203                |
| Gignac                    | 84048      |        | 8,15             | 73 (2022)                         | 9                  |
| Rustrel                   | 84103      |        | 28,26            | 682 (2022)                        | 24                 |
| Saignon                   | 84105      |        | 19,6             | 922 (2022)                        | 47                 |
| Saint-Martin-de-Castillon | 84112      |        | 38,21            | 695 (2022)                        | 18                 |
| Saint-Saturnin-lès-Apt    | 84118      |        | 75,79            | 2 986 (2022)                      | 39                 |
| Villars                   | 84145      |        | 30,05            | 770 (2022)                        | 26                 |